# Kingussie
Kingussie är en ort i Storbritannien.   Den ligger i kommunen Highland och riksdelen Skottland, i den norra delen av landet, 700 km norr om huvudstaden London. Kingussie ligger 235 meter över havet och antalet invånare är 1 442.
Terrängen runt Kingussie är huvudsakligen kuperad. Kingussie ligger nere i en dal.  Trakten runt Kingussie är nära nog obefolkad, med mindre än två invånare per kvadratkilometer. Närmaste större samhälle är Aviemore, 18,7 km nordost om Kingussie. I omgivningarna runt Kingussie växer i huvudsak blandskog.